# Batoș
Batoș (Bátos en hongrois, Botsch en allemand, Bootsch en dialecte saxon) est une commune roumaine du județ de Mureș, dans la région historique de Transylvanie et dans la région de développement du Centre.

## Géographie

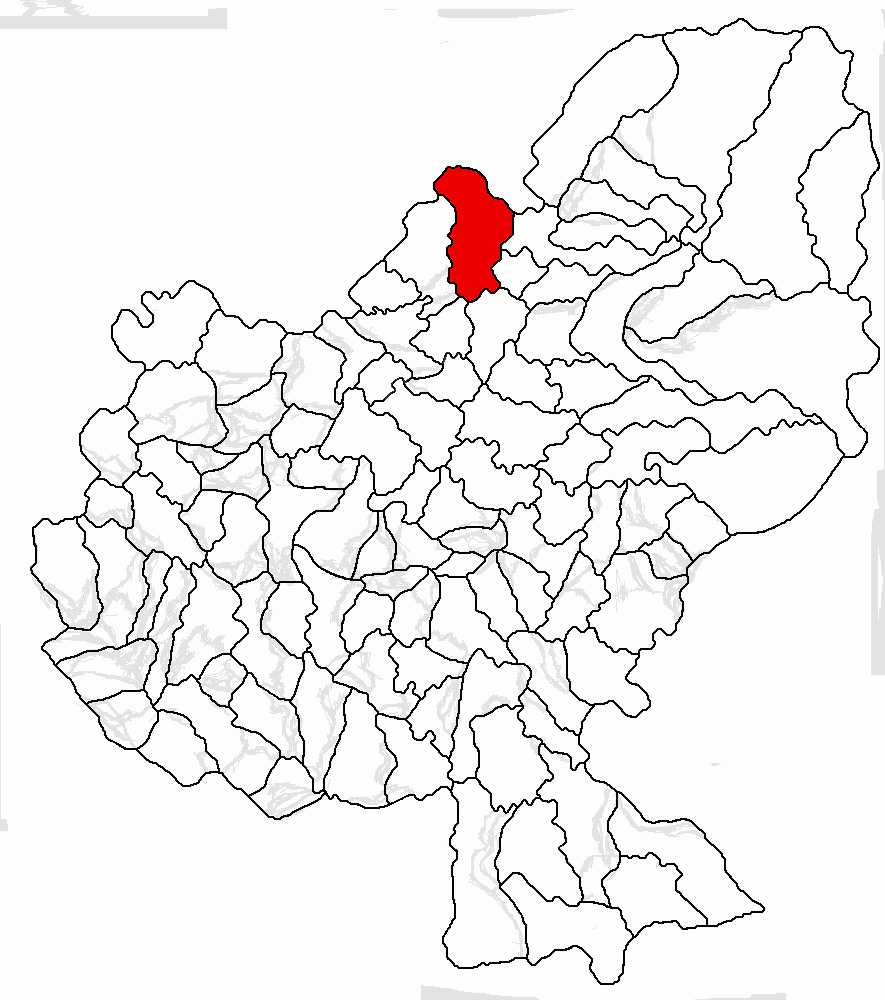
Localisation de Batoș dans le județ de Mures

La commune de Batoș est située dans le nord du județ, à la limite avec le județ de Bistrița-Năsăud, sur la rivière Luț, affluent de la rive droite du Mureș, dans les collines du Mureș (Dealurile Mureșului), à 15 km au nord de Reghin et à 47 km au nord de Târgu Mureș, le chef-lieu du județ.
La municipalité est composée des quatre villages suivants (population en 2002) :
- Batoș (1 355), siège de la municipalité ;
- Dedrad (1 526) ;
- Goreni (690) ;
- Uila (602).

## Histoire
La première mention écrite du village date de 1228 sous le nom de Batus. Les villages de la commune ont été fondés par des colons allemands durant le Moyen Âge et ont gardé une majorité de population allemande jusqu'en 1945.
La commune de Batoș a appartenu au royaume de Hongrie, puis à l'empire d'Autriche et à l'Empire austro-hongrois.
En 1876, lors de la réorganisation administrative de la Transylvanie, Batoș a été rattachée au comitat de Kolozs (Cluj en roumain) .
La commune de Batoș a rejoint la Roumanie en 1920, au traité de Trianon, lors de la désagrégation de l'Autriche-Hongrie. Elle a été de nouveau occupée par la Hongrie de 1940 à 1944. Elle est redevenue roumaine en 1945. La communauté allemande qui comptait 3 965 personnes en 1941 n'en comptait plus que 904 en 1956 et seulement 146 en 1992, après la révolution de 1989.

## Démographie

### Ethnie
| Recensement | Composition ethnique | Composition ethnique | Composition ethnique | Composition ethnique | Composition ethnique | Composition ethnique | Composition ethnique | Composition ethnique | Composition ethnique | Composition ethnique | Composition ethnique | Composition ethnique |
| Recensement | Roumains             | Roumains             | Hongrois             | Hongrois             | Allemands            | Allemands            | Juifs                | Juifs                | Roms                 | Roms                 | Autres               | Autres               |
| Recensement | Nb                   | %                    | Nb                   | %                    | Nb                   | %                    | Nb                   | %                    | Nb                   | %                    | Nb                   | %                    |
| ----------- | -------------------- | -------------------- | -------------------- | -------------------- | -------------------- | -------------------- | -------------------- | -------------------- | -------------------- | -------------------- | -------------------- | -------------------- |
| 1850        | 300                  | 5,64                 | 332                  | 6,24                 | 4 536                | 85,22                | 0                    | 0,00                 | 155                  | 2,91                 | 0                    | 0,00                 |
| 1920        | 385                  | 7,78                 | 421                  | 8,51                 | 3 878                | 78,38                | 21                   | 0,42                 | -                    | 0,00                 | 243                  | 4,91                 |
| 1930        | 441                  | 9,16                 | 451                  | 9,37                 | 3 624                | 75,28                | 6                    | 0,12                 | 292                  | 6,07                 | 0                    | 0,00                 |
| 1941        | 511                  | 9,57                 | 515                  | 9,65                 | 3 961                | 74,20                | 6                    | 0,11                 | 343                  | 6,43                 | 2                    | 0,04                 |
| 1956        | 2 590                | 51,43                | 1 313                | 26,07                | 904                  | 17,95                | 0                    | 0,00                 | 226                  | 4,49                 | 3                    | 0,06                 |
| 1966        | 2 673                | 52,50                | 1 217                | 23,90                | 974                  | 19,13                | 0                    | 0,00                 | 219                  | 4,30                 | 8                    | 0,16                 |
| 1977        | 2 682                | 55,69                | 1 015                | 21,08                | 778                  | 16,15                | 1                    | 0,02                 | 340                  | 7,06                 | 0                    | 0,00                 |
| 1992        | 2 673                | 66,43                | 844                  | 20,97                | 146                  | 3,63                 | 1                    | 0,02                 | 349                  | 8,67                 | 11                   | 0,27                 |
| 2002        | 2 867                | 68,70                | 811                  | 19,43                | 100                  | 2,40                 | 0                    | 0,00                 | 390                  | 9,35                 | 5                    | 0,12                 |
| 2011        | 2 720                | 69,28                | 669                  | 17,04                | 72                   | 1,83                 | 0                    | 0,00                 | 392                  | 9,98                 | 73                   | 1,86                 |

### Religions
En 2002, la composition religieuse de la commune était la suivante :
- Chrétiens orthodoxes, 70,74 % ;
- Catholiques romains, 11,98 % ;
- Réformés, 8,02 % ;
- Chrétiens évangéliques, 5,91 %.

## Économie
L'économie de la commune repose sur l'agriculture, l'arboriculture (vergers) et l'élevage.

## Communications

### Routes
La commune est située sur la route régionale DJ154 qui relie Reghin et Bistrița.